# Nuevo Tenancingo
Nuevo Tenancingo är en ort i Mexiko.   Den ligger i kommunen Tlacuilotepec och delstaten Puebla, i den sydöstra delen av landet, 170 km nordost om huvudstaden Mexico City. Nuevo Tenancingo ligger 679 meter över havet och antalet invånare är 531.
Terrängen runt Nuevo Tenancingo är kuperad. Runt Nuevo Tenancingo är det tätbefolkat, med 297 invånare per kvadratkilometer. Närmaste större samhälle är Xicotepec de Juárez, 16,9 km söder om Nuevo Tenancingo. I omgivningarna runt Nuevo Tenancingo växer huvudsakligen savannskog.